# Danh sách hãng ghi hình
Danh sách chưa hoàn chỉnh dưới đây bao trùm cả các lĩnh vực mở rộng của công việc ghi hình hay làm video cũng như các hãng, các công ty, đơn vị của khối Anh ngữ nói riêng và toàn thế giới nói chung chuyên sản xuất sản phẩm phim video phục vụ mục đích cá nhân, nội bộ hoặc mục đích thương mại. Ở đây bao gồm cả các doanh nghiệp lớn, có tiếng tăm lẫn các doanh nghiệp địa phương với quy mô nhỏ hơn và có những đóng góp nổi bật trong lĩnh vực quay phim ghi hình.

## Danh sách
- APV (Asia Pacific Vision)

### Canada
- Arnait Video Productions
- HGV Video Productions
- Isuma

### Hoa Kỳ
- MRB Productions
- Creative COW
- Canyon Productions
- Through a Glass Productions
- Tongal
- Filament Productions
- Ragtag Productions
- Once Films

### Vương quốc Anh
- Seven Arts Pictures
- Northern Upstart Ltd
- Reeltime Pictures
- MAA Productions

### Các nước khác
- Sahelis Productions (Burkina Faso)
- Băng đĩa hình Quang Huy/Quang Huy Lục ảnh đái (Đài Loan)
- Danh sách hãng ghi hình Nhật Bản
- Danh sách hãng ghi hình Việt Nam